# Forces Armades de Lituània
Les Forces Armades de Lituània consisteixen en aproximadament 14.500 efectius de personal actiu (uns 2.100 civils). El servei militar obligatori s'acabà al setembre del 2008. El sistema de defensa de Lituània està basat en el concepte de «defensa total i incondicional» derivada de l'Estratègia de Seguretat Nacional. L'objectiu de la política de defensa de Lituània és preparar la seva societat per la defensa general i integrar Lituània en les estructures de seguretat i defensa occidentals. El Ministeri de Defensa és responsable de les forces de combat, recerca i rescat, i operacions d'intel·ligència.
Els 4.800 guàrdies de frontera cauen sota la supervisió del Ministeri de l'Interior i són responsables de la protecció de fronteres, passaports i duanes, i comparteixen responsabilitats amb la marina en la intercepció del contraban i el narcotràfic.